# Lambert Massart
Lambert-Joseph Massart (Luik, 19 juli 1811 – Parijs, 13 februari 1892) was een Belgisch violist met een lange loopbaan in Parijs.
Hij was zoon van musicus Joseph Massart en Marguerite Jacob Schrideur.
Zijn muziekopleiding begon bij zijn vader en diens broer Jean-Joseph, die een leerling was van Leonard Joseph Gaillard en violist was van het theater van Luik. Na diens dood in 1818 werd zijn opleiding voortgezet onder muzikale en financiële ondersteuning door van Ambroise Delaveux (ambtenaar en amateur-violist), die voor hem regelde dat hij met een beurs van de stad Luik aan het Conservatoire de Paris kon gaan studeren. Echter Luigi Cherubini weigerde toelating tot dat instituut omdat Massart een buitenlander was, een lot dat ook Franz Liszt en César Franck ondergingen. Hij maakte toch wel naam , zoals in Nederland werd bericht. Massart werd daarop leerling van Rodolphe Kreutzer, waarvan ook melding gemaakt werd voor een concert in Diligentia, Den Haag in 1828. Het instituut bleef hem tot 1829 om die reden weigeren, ondanks dat Lambert Massart inmiddels financieel werd ondersteund (pensionnaire) door koning Willem I der Nederlanden. Hij mocht er compositieleer en muziektheorie studeren alsmede contrapunt bij François-Joseph Fétis.
Ondanks deze moeilijkheden tijdens het studietraject ontpopte Massart als een ware vioolvirtuoos, hij speelde dikwijls bij de Opéra in Parijs. Daarbij stond hij bekend als zeer goede violist binnen de kamermuziek, waaronder ook diverse strijkkwartetten. Zo is van hem bekend dat hij samen met Franz Liszt een uitvoering gaf van Vioolsonate nr. 9 van Ludwig van Beethoven, ook wel bekend als Kreutzersonate. Hij vormde tevens een duo met zijn echtgenote Louise Aglae Masson (Parijs, 1827- Parijs, 26 juli 1887), opgeleid aan hetzelfde conservatorium, slaagde met een eerste prijs, werd hofpianiste in Orléans en pianodocente aan het conservatorium van Parijs.
Het instituut dat hem eerste weigerde stelde hem in 1843 aan als vioolprofessor, een functie die hij tot 1890 aanhield. Hij leidde een hele ris aan violisten op waaronder Fritz Kreisler, Eugène Ysaÿe, Léon Reynier, Henryk Wieniawski, Alfred De Sève, Isidor Lotto, Teresina Tua en Charles Martin Loeffler. Van zijn hand verscheen L'art de travailler les études de Kreutzer (vinger- en strijkstokzettingen).
Het echtpaar werd begraven in het familiegraf van de familie Masson op de begraafplaats op Montmatre.
Een neef van hem, Rodolphe Massart (1814-1914), werd ook bekend violist.
1. ↑  Journal de la province de Limbourg, 9 augustus 1822, melding van exceptioneel talent